# Liste des œuvres d'art du Gard
Cet article vise à recenser les œuvres d'art dans l'espace public du Gard, en France.

## Liste

### Sculptures
| Œuvre                              | Auteur                     | Commune                 | Localisation                              | Notes | Installation                            | Coordonnées                             | Illustration |
| ---------------------------------- | -------------------------- | ----------------------- | ----------------------------------------- | --- | --------------------------------------- | --------------------------------------- | --- |
| Statue de Saint Louis              | James Pradier              | Aigues-Mortes           | Sur la place Saint-Louis                  | Fonte de fer, architecte Charles Questel, sculpteur James Pradier. Transformé en fontaine en 1898                                                             | 1849                                    | 43° 34′ 00″ nord, 4° 11′ 24″ est        | Saint Louis |
| Statue de Émile Jamais             | Philippe Jamet-Fournier    | Aigues-Vives            | Sur la place Émile-Jamais                 | Représente Émile Jamais. L'originale en bronze de Félix Charpentier de 1897 est fondue en 1942, dans le cadre de la mobilisation des métaux non ferreux.      | 1993                                    | 43° 44′ 19″ nord, 4° 10′ 57″ est        | Émile Jamais |
| Fanfonne Guillierme                | Ben K                      | Aimargues               | Sur la place du Château                   | | 2012                                    | 43° 41′ 10″ nord, 4° 12′ 29″ est        | Fanfonne Guillierme |
| Statue de Jean-Baptiste Dumas      | Raymond Roux               | Alès                    | Sur la place des Martyrs-de-la-Résistance | L'originale en bronze de Gabriel Pech de 1889 est fondue en 1942, dans le cadre de la mobilisation des métaux non ferreux.                                    | À déterminer                            | 44° 07′ 37″ nord, 4° 04′ 43″ est        | Jean-Baptiste Dumas |
| Monument à Florian                 | Adrien Étienne Gaudez      | Alès                    | Sur la place Gabriel-Péri                 | La statue de Florian est fondue en 1942, dans le cadre de la mobilisation des métaux non ferreux. Subsistent le socle et les statues d'Estelle et de Némorin. | 1896                                    | 44° 07′ 17″ nord, 4° 04′ 48″ est        | Image manquante |
| Statue de Louis Pasteur            | Tony Noël                  | Alès                    | Dans le parc du Bosquet (entrée)          | | 1896                                    | 44° 07′ 31″ nord, 4° 04′ 36″ est        | Louis Pasteur |
| La Pierre à l'éperon               | Bernard Pagès              | Alès                    | École des mines d'Alès                    | | 1993                                    | 44° 07′ 56″ nord, 4° 05′ 22″ est        | Image manquante |
| Buste de Clara d'Anduze            | À déterminer               | Anduze                  | Dans le parc des Cordeliers               | L'original en bronze de 1895 est fondu en 1942, dans le cadre de la mobilisation des métaux non ferreux.                                                      | 1954                                    | à géolocaliser                          | Image manquante |
| Cygne                              | À déterminer               | Bagnols-sur-Cèze        | Dans le square Joseph-Thome               | | À déterminer                            | à géolocaliser                          | Image manquante |
| Monument à la République           | Angelo Francia             | Bagnols-sur-Cèze        | Sur la place Auguste-Mallet, Mairie       | | 1885                                    | 44° 09′ 44″ nord, 4° 37′ 11″ est        | Monument à la République |
| Buste de Joseph Thome              | Laurent Marqueste          | Bagnols-sur-Cèze        | Dans le square Joseph-Thome               | | 1920                                    | 44° 09′ 45″ nord, 4° 37′ 15″ est        | Image manquante |
| Le Clairon                         | Camille Soccorsi           | Beaucaire               | À déterminer                              | L'originale en bronze de Marcel Courbier de 1939 est fondue en 1943, dans le cadre de la mobilisation des métaux non ferreux.                                 | 1963                                    | 43° 48′ 18″ nord, 4° 38′ 49″ est        | Le Clairon |
| Goya                               | Camille Soccorsi           | Beaucaire               | À déterminer                              | | 1984                                    | 43° 48′ 35″ nord, 4° 38′ 19″ est        | Image manquante |
| Buste d'Eugène Vigne               | Jean Barnabé Amy           | Beaucaire               | Cours Gambetta                            | L'original de 1903 en bronze est fondu en 1943, dans le cadre de la mobilisation des métaux non ferreux.                                                      | 1947                                    | à géolocaliser                          | Image manquante |
| Bouvine                            | Serge Rovini et Yves Valez | Bellegarde              | À déterminer                              | | 1997                                    | 43° 45′ 19″ nord, 4° 30′ 55″ est        | Image manquante |
| Eurythmia                          | Jorge Egea                 | Bellegarde              | Gymnase Pierre-de-Coubertin               | | 2007                                    | 43° 45′ 28″ nord, 4° 30′ 57″ est        | Image manquante |
| Monument à Frédéric Desmons        | Eugène Léon L'Hoëst        | Brignon                 | Rue du Pont                               | La statue en bronze de 1912 est fondue en 1942, dans le cadre de la mobilisation des métaux non ferreux.                                                      | À déterminer                            | 43° 59′ 15″ nord, 4° 12′ 57″ est        | Image manquante |
| Buste d'Étienne Brunel             | Pierre Devaux              | Cavillargues            | Sur la place Étienne-Brunel               | | 1907                                    | 44° 06′ 49″ nord, 4° 31′ 21″ est        | Image manquante |
| Monument à la République           | À déterminer               | Combas                  | Sur la place de la Paille                 | | À déterminer                            | 43° 51′ 14″ nord, 4° 06′ 46″ est        | Monument à la République |
| Buste de Jacques Laurent Gilly     | Félix Delorme              | Fournès                 | Sur la place du Planet                    | | 1886                                    | 43° 55′ 44″ nord, 4° 36′ 06″ est        | Buste de Laurent Gilly |
| Monument à la République           | À déterminer               | Gallargues-le-Montueux  | Sur la place de la Concorde               | | 1890                                    | 43° 43′ 20″ nord, 4° 10′ 24″ est        | Monument à la République |
| Grenouille                         | À déterminer               | Goudargues              | Avenue du Lavoir, lavoir                  | | À déterminer                            | 44° 12′ 53″ nord, 4° 28′ 11″ est        | Grenouille |
| Jeanne d'Arc                       | Henri Endignoux            | La Grand-Combe          | Sur la place Jeanne-d'Arc                 | | 1930                                    | 44° 12′ 27″ nord, 4° 02′ 34″ est        | Image manquante |
| Buste de Mathieu Lacroix           | À déterminer               | La Grand-Combe          | Sur la place Mathieu-Lacroix              | | À déterminer                            | 44° 12′ 42″ nord, 4° 01′ 44″ est        | Buste de Mathieu Lacroix |
| Buste de Léo Larguier              | À déterminer               | La Grand-Combe          | À déterminer                              | | À déterminer                            | 44° 13′ nord, 4° 02′ est                | Buste de Léo Larguier |
| Corps à cœur                       | Ben K                      | Le Grau-du-Roi          | Sur la place de la Gare                   | | 2003                                    | 43° 32′ 15″ nord, 4° 08′ 25″ est        | Image manquante |
| Course libre                       | Ben K                      | Le Grau-du-Roi          | Arènes (parvis)                           | | 2002                                    | 43° 32′ 21″ nord, 4° 08′ 30″ est        | Image manquante |
| L'Espérance                        | Ali Salem                  | Le Grau-du-Roi          | À déterminer                              | | 2012                                    | 43° 32′ 08″ nord, 4° 08′ 02″ est        | L'Espérance |
| Sans titre                         | Hervé Di Rosa              | Le Grau-du-Roi          | Parc aquatique                            | | 1990                                    | 43° 32′ 15″ nord, 4° 08′ 16″ est        | Image manquante |
| Magistrat                          | Frédéric Parizat           | Laudun-l'Ardoise        | Camp de César                             | | 2012                                    | à géolocaliser                          | Image manquante |
| Sucellus                           | Frédéric Parizat           | Laudun-l'Ardoise        | Camp de César                             | | 2012                                    | à géolocaliser                          | Sucellus |
| Vestale                            | Frédéric Parizat           | Laudun-l'Ardoise        | Camp de César                             | | 2012                                    | à géolocaliser                          | Vestale |
| Monument à la République           | François Carli             | Montfrin                | Sur la place de la République             | | À déterminer                            | 43° 52′ 34″ nord, 4° 35′ 32″ est        | Image manquante |
|                                    |                            | Nîmes                   | Voir la liste des œuvres d'art de Nîmes   | Voir la liste des œuvres d'art de Nîmes | Voir la liste des œuvres d'art de Nîmes | Voir la liste des œuvres d'art de Nîmes | Voir la liste des œuvres d'art de Nîmes |
| Statue de Mathias Alphonse Bourras | Léopold Morice             | Pompignan               | Sur la place de la Mairie                 | | 1892                                    | 43° 53′ 37″ nord, 3° 51′ 23″ est        | Nymphe à la Cruche |
| Danseuse                           | Enzo Dei                   | Saint-Hippolyte-du-Fort | À déterminer                              | | À déterminer                            | à géolocaliser                          | Danseuse« statue de danseuse », notice no IM30000459, sur la plateforme ouverte du patrimoine, base Palissy, ministère français de la Culture |
| Nu féminin                         | Marcel Grattesat           | Saint-Hippolyte-du-Fort | Rue Fondeville                            | | 1942                                    | à géolocaliser                          | Image manquante |
| Le Biou de Saint-Laurent           | Ben K                      | Saint-Laurent-d'Aigouze | À déterminer                              | | 2004                                    | à géolocaliser                          | Image manquante |
| Fontaine du Savoir                 | À déterminer               | Saint-Victor-la-Coste   | Sur la place de la Mairie                 | | 1888                                    | 44° 03′ 39″ nord, 4° 38′ 29″ est        | Image manquante |
| François Perrier                   | Léopold Morice             | Valleraugue             | Sur la place principale                   | | 1892                                    | à géolocaliser                          | Image manquante |
| Gandar                             | Yves Valez                 | Vauvert                 | À déterminer                              | | 2000                                    | 43° 41′ 21″ nord, 4° 16′ 29″ est        | Image manquante |
| Maurice Trintignant                | Christian Maas             | Vergèze                 | Chemin de Boissières                      | | 2010                                    | à géolocaliser                          | Image manquante |
| Statue de Louis-Joseph de Montcalm | Léopold Morice             | Vestric-et-Candiac      | Château de Montcalm                       | | 1910                                    | 43° 44′ 27″ nord, 4° 15′ 35″ est        | Louis-Joseph de Montcalm |
| Statue de Louis d'Assas            | Jacques-Édouard Gatteaux   | Le Vigan                | Sur la place d'Assas                      | Représente Louis d'Assas. | 1825                                    | 43° 59′ 31″ nord, 3° 36′ 25″ est        | Louis d'Assas |
| Coluche                            | Christian Zenere           | Le Vigan                | À déterminer                              | | 1987                                    | à géolocaliser                          | Image manquante |
| Statue de Pierre Triaire           | Léopold Morice             | Le Vigan                | Sur la place de l'Hôtel-de-Ville          | | 1891                                    | 43° 59′ 34″ nord, 3° 36′ 23″ est        | Pierre Triaire |
| Esho Funi                          | Pascal François            | Villeneuve-lès-Avignon  | À déterminer                              | | À déterminer                            | à géolocaliser                          | Image manquante |

### Monuments aux morts
| Œuvre                               | Auteur                      | Commune            | Localisation                               | Notes | Installation | Coordonnées    | Illustration                        |
| ----------------------------------- | --------------------------- | ------------------ | ------------------------------------------ | ----- | ------------ | -------------- | ----------------------------------- |
| Poilu au repos (monument aux morts) | Copie d'après Étienne Camus | Blandas            | À déterminer                               |       | 1923         | à géolocaliser | Image manquante                     |
| Poilu au repos (monument aux morts) | Copie d'après Étienne Camus | Carnas             | À côté de l'église Saint-Jean-Baptiste     |       | À déterminer | à géolocaliser | Image manquante                     |
| Poilu au repos (monument aux morts) | Copie d'après Étienne Camus | Chamborigaud       | À déterminer                               |       | À déterminer | à géolocaliser | Image manquante                     |
| Poilu au repos (monument aux morts) | Copie d'après Étienne Camus | Connaux            | À déterminer                               |       | À déterminer | à géolocaliser | Poilu au repos (monument aux morts) |
| Poilu au repos (monument aux morts) | Copie d'après Étienne Camus | Saint-Alexandre    | À déterminer                               |       | À déterminer | à géolocaliser | Poilu au repos (monument aux morts) |
| Poilu au repos (monument aux morts) | Copie d'après Étienne Camus | Saint-Pons-la-Calm | Sur la place le Planas, à côté de l'église |       | 1922         | à géolocaliser | Image manquante                     |

### Fontaines
| Œuvre | Auteur | Commune | Localisation | Notes | Installation | Coordonnées | Illustration |
| ----- | ------ | ------- | ------------ | ----- | ------------ | ----------- | ------------ |